# Trojes
Trojes – gmina (municipio) w południowym Hondurasie, w departamencie El Paraíso. W 2010 roku zamieszkana była przez ok. 45 tys. mieszkańców. Siedzibą administracyjną jest miejscowość Trojes.

## Położenie
Gmina położona jest we wschodniej części departamentu. Graniczy z:
- gminą Patuca od północy,
- gminą Catacamas od północnego wschodu,
- Nikaraguą od południa i południowego wschodu,
- gminą Danlí od zachodu.

## Miejscowości
Według Narodowego Instytutu Statystycznego Hondurasu na terenie gminy położone były następujące miasteczka i wsie:
- Trojes
- Arenales
- Capire
- Cifuentes
- El Guineo
- Talpachí